# Кап Рошу (Прахова)
Кап Рошу (рум. Cap Roșu) насеље је у Румунији у округу Прахова у општини Флорешти. Oпштина се налази на надморској висини од 338 m.

## Становништво
Према подацима из 2002. године у насељу је живело 292 становника, од којих су сви румунске националности.